# Maestrale (cacciatorpediniere)
Il Maestrale è stato un cacciatorpediniere della Regia Marina.

## Storia
Nel 1937-1938 partecipò alla guerra civile spagnola, scortando i mercantili che trasportavano i volontari italiani in Spagna.
Il 10 giugno 1940, all'entrata dell'Italia nella seconda guerra mondiale, era caposquadriglia della X Squadriglia Cacciatorpediniere, di cui facevano parte anche i gemelli Grecale, Libeccio e Scirocco.
Nel corso del secondo conflitto mondiale operò sia con le forze da battaglia, che nella scorta ai convogli per la Libia.
Il 2 luglio 1940 fu mandato, insieme ai gemelli, agli incrociatori leggeri Bande Nere e Colleoni, alla I Divisione (incrociatori pesanti Zara, Fiume e Gorizia) ed alla IX Squadriglia Cacciatorpediniere (Alfieri, Oriani, Gioberti, Carducci) a fare da scorta indiretta ad un convoglio che stava tornando dalla Libia (tale convoglio era costituito dai trasporti truppe Esperia e Victoria, scortati delle torpediniere Procione, Orsa, Orione e Pegaso, sulla rotta Tripoli-Napoli).
Il 6 luglio prese parte alla scorta del primo convoglio di grosse dimensioni per la Libia (operazione denominata «TCM»): salpato da Napoli alle 19,45, il convoglio era formato dai trasporti truppe Esperia e Calitea (che trasportavano rispettivamente 1571 e 619 militari) e dalle moderne motonavi da carico Marco Foscarini, Vettor Pisani e Francesco Barbaro (il cui carico constava in tutto di 232 veicoli, 5720 t di combustibili e lubrificanti e 10.445 t di altri materiali); insieme alle quattro unità della X Squadriglia Cacciatorpediniere scortavano il convoglio anche gli incrociatori leggeri Bande Nere e Colleoni e la XIV Squadriglia Torpediniere (Procione, Orsa, Orione, Pegaso). Le navi arrivarono indenni a Bengasi, porto di arrivo, l'8 luglio.
Rientrata ad Augusta, la X Squadriglia salpò nuovamente per congiungersi con la squadra navale che partecipò poi alla battaglia di Punta Stilo del 9 luglio, nella quale tuttavia questa formazione non ebbe un ruolo rilevante.
Il 27 luglio il Maestrale e le unità gemelle salparono da Catania e si aggregarono alla scorta di un convoglio in navigazione da Napoli a Tripoli nel corso dell'operazione «Trasporto Veloce Lento» (il convoglio era formato dai mercantili Maria Eugenia, Gloriastella, Mauly, Bainsizza, Col di Lana, Francesco Barbaro e Città di Bari, con la scorta delle torpediniere Orsa, Procione, Orione e Pegaso): le unità giunsero in porto senza danni il 1º agosto, eludendo anche un attacco da parte del sommergibile britannico Oswald.
Il 9 agosto, unitamente ai tre gemelli, posò un campo minato nelle al largo dell'isola di Pantelleria.
Il 21 aprile 1941 appartenne alla scorta indiretta, insieme al gemello Scirocco ed agli incrociatori leggeri Bande Nere e Cadorna, ad un convoglio di rifornimenti destinati al Deutsches Afrikakorps (trasporti Arcturus, Giulia, Leverkusen, Castellon con la scorta dei cacciatorpediniere Folgore, Turbine, Saetta e Strale): il convoglio arrivò intatto a Tripoli il 24.
L'11 maggio fece di nuovo parte della scorta indiretta, insieme agli incrociatori leggeri Bande Nere, Cadorna, Duca degli Abruzzi e Garibaldi ed ai cacciatorpediniere Alpino, Fuciliere, Scirocco, da Recco, Pancaldo, Pessagno ed Usodimare, ad un convoglio formato dai mercantili Preussen, Wachtfels, Ernesto, Tembien, Giulia e Col di Lana e che fruiva della scorta diretta dei cacciatorpediniere Dardo, Aviere, Geniere, Grecale e Camicia Nera: salpate da Napoli, le navi giunsero a Tripoli il 14.
Il 26 maggio fece parte, insieme al gemello Grecale ed al Cadorna, alla scorta di un convoglio in rotta Napoli-Tripoli (motonavi Andrea Gritti, Sebastiano Venier, Marco Foscarini, Barbarigo, Rialto ed Ankara, con la scorta dei cacciatorpediniere Vivaldi e da Noli e delle torpediniere Cigno, Procione e Pegaso).
Il 3 giugno posò sbarramenti di mine a nordest di Tripoli, unitamente ai cacciatorpediniere Pigafetta, da Mosto, Da Verrazzano, da Recco, Gioberti e Usodimare ed alle Divisioni IV (incrociatori leggeri Bande Nere e Alberto di Giussano) e VII (incrociatori leggeri Eugenio di Savoia, Duca d'Aosta e Attendolo).
Il 19 giugno fece parte insieme ai gemelli Scirocco e Grecale, della scorta di un convoglio con destinazione Tripoli (trasporti truppe Marco Polo, Esperia, Neptunia ed Oceania, con la scorta dei cacciatorpediniere Vivaldi, da Recco, Gioberti ed Oriani e della vecchia torpediniera Dezza), che era stato attaccato, senza risultati, dal sommergibile britannico Unbeaten, al nelle acque di Pantelleria: le unità arrivarono a Tripoli il 20, ma quando ormai i trasporti avevano imboccato la rotta di sicurezza per Tripoli il sommergibile inglese Unique silurò l'Esperia, che colò a picco nel punto 33°03' N e 13°03' E.
Il 7 luglio fu di nuovo impiegato in una missione di mine nel canale di Sicilia, insieme ai cacciatorpediniere Scirocco, Grecale, Pigafetta, Pessagno, da Recco, da Mosto, Da Verrazzano ed alle Divisioni incrociatori IV (Bande Nere e di Giussano) e VII (Attendolo e Duca d'Aosta).
Il 24 settembre salpò da Palermo unitamente agli incrociatori leggeri Duca degli Abruzzi ed Attendolo, alla III Divisione (incrociatori pesanti Trento, Trieste e Gorizia), ai gemelli Scirocco e Grecale ed alla XII Squadriglia Cacciatorpediniere (Corazziere, Lanciere, Ascari e Carabiniere) per intercettare un convoglio britannico, senza riuscirci.
Nella mattinata dell'8 novembre 1941 il Maestrale (al comando del capitano di vascello Ugo Bisciani) partì da Napoli per aggregarsi alla scorta del convoglio «Duisburg»: tale convoglio, composto dai mercantili Duisburg, San Marco, Sagitta, Maria, Rina Corrado, Conte di Misurata e Minatitlan (con un carico 34.473 t di rifornimenti, 389 automezzi, 243 uomini) era diretto a Tripoli con la scorta, oltre che del Maestrale, che fungeva da caposcorta, dei cacciatorpediniere Grecale, Fulmine, Euro e Alfredo Oriani (cui si aggiungevano, come scorta indiretta, anche gli incrociatori pesanti Trento e Trieste e 4 cacciatorpediniere). Nella notte successiva il convoglio fu attaccato e distrutto dalla "Forza K" britannica (incrociatori leggeri Aurora e Penelope e cacciatorpediniere Lance e Lively): vennero affondati tutti i mercantili e il Fulmine, mentre il Grecale riportò gravi danni. Nel combattimento – all'inizio del quale il Maestrale procedeva in testa al convoglio – il comandante Bisciani, avendo sbagliato l'apprezzamento della situazione ed equivocato la direzione di provenienza della Forza K, ordinò di non contrattaccare e si limitò a coprire i mercantili con cortine fumogene. Alcuni proiettili del Penelope colpirono il Maestrale, arrecandogli danni molto lievi ma abbattendo l'antenna radio: gli altri cacciatorpediniere, non ricevendo più ordini, si limitarono ad imitare le manovre del caposcorta, così che non fu possibile proteggere i trasporti, che furono tutti affondati, né danneggiare le unità inglesi. Quando nella tarda mattinata il Libeccio, che stava provvedendo ai soccorsi, fu silurato ed affondato dal sommergibile Upholder, il Maestrale ne recuperò l'equipaggio insieme all'Euro.
Il 19 novembre scortò, insieme all'Oriani ed al Gioberti, il convoglio «Alpha» (Ankara e Venier) in rientro da Tripoli a Napoli (il convoglio fu poi dirottato su Taranto per via della presenza aeronavale britannica nel Canale di Sicilia).
Tra l'1 ed il 2 dicembre effettuò, unitamente al Gioberti, una missione di trasporto di 50 tonnellate di benzina da Patrasso a Derna.
Alle 18.40 del 13 dicembre salpò da Taranto con un gruppo navale – corazzata Duilio, incrociatore pesante Gorizia, cacciatorpediniere Oriani e Gioberti – in appoggio all'operazione «M. 41» (tre convogli diretti a Bengasi con partenza da Taranto ed Argostoli, con l'impiego in tutto dei mercantili Fabio Filzi, Carlo del Greco, Monginevro, Napoli, Ankara, Capo Orso, e come scorta dei cacciatorpediniere Da Recco, Usodimare, Pessagno, Saetta e Malocello e della torpediniera Pegaso, nonché di tre gruppi di appoggio); l'operazione fu però vittima degli attacchi dei sommergibili inglesi Upright ed Urge, che affondarono il Filzi ed il Del Greco e danneggiarono seriamente la corazzata Littorio, mentre l'Iseo ed il Capo Orso si procurarono gravi danni per una collisione.
Il 16 dicembre fece parte, insieme alle corazzate Andrea Doria, Giulio Cesare e Littorio, agli incrociatori pesanti Trento e Gorizia ed ai cacciatorpediniere Granatiere, Bersagliere, Fuciliere, Alpino, Corazziere, Carabiniere, Oriani, Gioberti ed Usodimare, della forza di appoggio all'operazione di convogliamento per la Libia «M 42» (due convogli composti in tutto dai mercantili Monginevro, Napoli, Ankara e Vettor Pisani scortati dai cacciatorpediniere Saetta, Da Recco, Vivaldi, Da Noli, Malocello, Pessagno e Zeno, entrambi partiti da Taranto e diretti a Bengasi – l'Ankara ed il Saetta – e Tripoli – le altre unità –); le navi giunsero indenni a destinazione il 18, mentre il gruppo d'appoggio prese parte ad un inconclusivo scontro con una formazione britannica che prese il nome di prima battaglia della Sirte, nella quale comunque il Maestrale non ebbe un particolare ruolo.
Alle 16 del 3 gennaio 1942 partì da Napoli – unitamente alla corazzata Duilio, agli incrociatori leggeri Garibaldi, Montecuccoli ed Attendolo ed ai cacciatorpediniere Scirocco, Gioberti, Oriani e Malocello – per far parte della scorta indiretta all'operazione «M. 43»: l'invio di tre convogli (con l'impiego in totale dei trasporti Monginevro, Nino Bixio, Lerici, Gino Allegri, Monviso e Giulio Giordani e di una scorta diretta fornita dai cacciatorpediniere Vivaldi, Da Recco, Usodimare, Bersagliere, Fuciliere, Freccia e dalle torpediniere Procione, Orsa, Castore, Aretusa ed Antares) dai porti di Messina, Taranto e Brindisi, tutti verso Tripoli; dopo l'arrivo in porto del convoglio (avvenuto il 5) il Maestrale e le altre unità del gruppo fecero ritorno alla base alle 4.20 del 6 febbraio.
Il 22 gennaio fu di nuovo parte della scorta in diretta durante, stavolta, l'operazione «T. 18» (l'invio di un convoglio composto dal trasporto truppe Victoria – salpato da Taranto – e dalle moderne motonavi Ravello, Monviso, Monginevro e Vettor Pisani – partiti da Messina –, scortati dai cacciatorpediniere Vivaldi, Malocello, Da Noli, Aviere, Geniere e Camicia Nera e dalle torpediniere Orsa e Castore); le navi giunsero a Tripoli il 24, subendo però la perdita della Victoria, affondata da due attacchi di aerosiluranti.
Il 21 febbraio, nel corso dell'operazione «K. 7», fece parte – unitamente ai cacciatorpediniere Pigafetta, Pessagno, Usodimare, Scirocco ed alla torpediniera Circe – della scorta di un convoglio (formato dalla grande nave cisterna Giulio Giordani e motonavi da carico Lerici e Monviso) salpato da Corfù alle 13.30 ed arrivato poi a Tripoli.
Nel corso dell'anno fu sottoposto ad importanti lavori di rimodernamento: il complesso binato prodiero da OTO 120/50 mm fu rimpiazzato con uno singolo, mentre un altro pezzo singolo da 120 fu collocato a centro nave, tra i tubi lanciasiluri; furono rimossi i pezzi illuminanti da 120 e furono al loro posto installate due mitragliere binate da Breda 20/65 Mod. 1935. Le mitragliere binate collocate in plancia furono rimpiazzate con altre singole. L'armamento antisommergibile vide la collocazione di due lanciabombe prodotti in Germania e la sostituzione delle tramogge con altre più moderne.
Il 15 agosto 1942 era di scorta, col Gioberti, alla moderna motonave Rosolino Pilo, quando questa fu dapprima danneggiata da aerosiluranti e poi affondata dal sommergibile britannico P 44, mentre il Gioberti fu danneggiato dagli aerei: il Maestrale fece ritorno a rapani e tornò poi col Malocello sul luogo dell'affondamento, recuperando l'intero equipaggio della Pilo.
Il 4 novembre salpò da Napoli per scortare a Tripoli – insieme al Grecale, all'Oriani, al Gioberti, alle torpediniere Clio ed Animoso e ad un altro moderno cacciatorpediniere, il Velite – le motonavi Giulia e Chisone ed il piroscafo Veloce: nonostante i continui attacchi aerei, il convoglio fu uno degli ultimi a poter arrivare indenne in Libia.
Tra il 12 ed il 16 del mese fu impiegato, insieme alle altre unità della squadriglia, per il trasporto di truppe e materiali in Tunisia.
Il 28 novembre, di pomeriggio, salpò da Biserta di scorta, insieme al Folgore ed all'Animoso, all'incrociatore ausiliario Città di Napoli: quest'ultimo fu scosso, alle 22.40, da un'esplosione a prua ed affondò dopo una cinquantina di minuti, al largo di Capo San Vito Siculo; il Maestrale e le altre unità svolsero caccia antisommergibile ma, non avendo individuato bersagli, si ritenne che l'affondamento del Città di Napoli fosse dovuto ad una mina. Folgore e Maestrale provvidero a recuperare l'equipaggio della nave affondata.
Il 30 novembre effettuò, insieme al Grecale ed all'Ascari, una missione di posa di mine nel Canale di Sicilia; di ritorno da tale missione fu inviato, col resto della X Squadriglia, a rafforzare la scorta del convoglio «B» (da Napoli alla Tunisia con i piroscafi Arlesiana, Achille Lauro, Campania, Menes e Lisboa e la scorta originaria delle torpediniere Sirio, Orione, Groppo e Pallade cui si aggiunse poi anche un'altra torpediniera, l'Uragano), che fu comunque fatto rientrare alla notizia dell'uscita in mare della Forza Q britannica (incrociatori leggeri Aurora, Sirius ed Argonaut, cacciatorpediniere canadesi Quiberon e Quentin), che poi, nella notte del 2 dicembre, intercettò e distrusse il convoglio «H», che invece era stato fatto proseguire.
Il 9 gennaio 1943 il Maestrale salpò da Napoli al comando del capitano di vascello Nicola Bedeschi per scortare in Tunisia, insieme al moderno cacciatorpediniere Corsaro, la motonave Ines Corrado, ma verso le otto di quella sera, mentre il convoglio si trovava una quarantina di miglia ad est di Biserta, il Maestrale venne colpito da un siluro, perdendo la poppa (per una lunghezza di 12 metri) e ritrovandosi immobilizzato. Il Corsaro si avvicinò per assisterlo, ma saltò a sua volta su due mine, inabissandosi con 187 uomini del suo equipaggio. Il Maestrale, gravemente danneggiato ed impossibilitato a muovere, andò alla deriva rischiando di finire su campi minati italiani, ma il comandante Bedeschi riuscì a far ormeggiare la nave su fondali di ben 350 metri facendo legare insieme le due catene delle ancore. Raggiunto poi dalle unità di soccorso, il cacciatorpediniere fu trainato a Biserta dove trascorse due settimane per le prime riparazioni provvisorie, e dove fu mancato di poco da bombe durante un bombardamento aereo statunitense.
Il 31 gennaio, dopo alcune riparazioni provvisorie, iniziò il trasferimento del cacciatorpediniere danneggiato, a rimorchio della torpediniera Animoso e con la scorta di due corvette, ma durante la navigazione la corvetta Procellaria saltò su una mina, perdendo la poppa e 24 uomini; affondò tre ore dopo, nonostante il tentativo di soccorso della vecchia torpediniera Prestinari, uscita da Biserta per portare aiuto e saltata anch'essa su di una mina, con la morte di 84 uomini. Il Maestrale e l'Animoso poterono invece arrivare a Trapani, e da lì a Napoli.
Dopo altre riparazioni effettuate a Napoli, il Maestrale ne ripartì a rimorchio il 1º aprile – insieme al cacciatorpediniere Corazziere, che era invece privo della prua, causa una bomba d'aereo andata a segno mentre era all'ormeggio nel porto di Napoli – e giunse a Genova il 3, iniziando i lavori di grandi riparazioni.
L'armistizio sorprese la nave ancora ai lavori, in bacino di carenaggio; il 9 settembre 1943 fu autoaffondato dall'equipaggio.
Il relitto, recuperato dai tedeschi, fu da questi nuovamente affondato a fine guerra; recuperato nel dopoguerra, fu avviato alla demolizione.
Il Maestrale aveva effettuato complessivamente 157 missioni di guerra (14 con le forze navali, 5 di posa di mine, 2 di caccia antisommergibile, 2 di bombardamento controcosta, 3 di trasporto, 52 di scorta convogli, 24 addestrative e 55 di trasferimento o di altro tipo), percorrendo 54.859 miglia e trascorrendo 333 giorni ai lavori.

### Comandanti
Capitano di vascello Franco Garofalo (nato a Roma il 9 giugno 1898) (10 settembre 1938 - 2 gennaio 1941)
Capitano di vascello Ugo Bisciani (nato a Roma il 9 febbraio 1897) (3 gennaio - 10 novembre 1941)
Capitano di vascello Stanislao Caraciotti (nato a Roma l'11 dicembre 1897) (10 novembre - 6 dicembre 1941)
Capitano di vascello Riccardo Pontremoli (nato a Spezia il 21 marzo 1900) (7 dicembre 1941 - 29 novembre 1942)
Capitano di vascello Nicola Bedeschi (nato ad Ancona il 31 luglio 1900) (30 novembre 1942 - maggio 1943)